# Lachnum clavigerum
Lachnum clavigerum är en svampart som först beskrevs av Svrcek, och fick sitt nu gällande namn av Raitv. 1985. Lachnum clavigerum ingår i släktet Lachnum och familjen Hyaloscyphaceae.  Arten är reproducerande i Sverige. Inga underarter finns listade i Catalogue of Life.